# 463 Lola
463 Lola (1900 FS) là một tiểu hành tinh ở vành đai chính. Nó được xếp loại tiểu hành tinh kiểu T. Tiểu hành tinh này do Max Wolf phát hiện ngày 31.10.1900 tại Heidelberg và có lẽ được đặt theo tên nhân vật Lola trong vở opera Cavalleria Rusticana của Mascagni.